# 妙行寺 (茨城県河内町)
妙行寺（みょうぎょうじ）は、茨城県稲敷郡河内町にある天台宗の寺院。

## 歴史
806年（大同元年）、満願上人によって開山された。
当寺の本尊は阿弥陀如来である。慶派の仏師による作で、鎌倉時代に造立されたものといわれている。
当寺には「生板三義人供養塔」がある。当地の代官の圧政を訴えるべく、勘定奉行に直訴して獄死した片岡万平・石山市左衛門・成毛与五右衛門の3人の代表の菩提を弔うものである。
妙行寺のギャラリー
- 鐘楼
- 地蔵尊
- 本堂
- 生板三義人供養塔
（河内町指定文化財）

## 文化財
- 木造阿弥陀如来坐像（茨城県指定文化財 平成8年1月25日指定）[2]
- 生板三義人供養塔（河内町指定文化財）[3]

## 交通アクセス
- 竜ヶ崎駅より車15分。